# Etelvino José Henriques Bechara
Etelvino José Henriques Bechara (Caparaó, Minas Gerais, 21 de dezembro de 1944 ) é um pesquisador brasileiro, titular da Academia Brasileira de Ciências na 
área de Ciências Químicas desde 1997.
Ele é professor sênior do Departamento de Bioquímica do Instituto de Química da Universidade de São Paulo. Em sua trajetória científica, desenvolveu pesquisas com compostos bioluminescentes e radicais livres.
Foi condecorado com a comenda da Ordem Nacional do Mérito Científico.